# Vertrag von Noyon
Der Vertrag von Noyon vom 13. August 1516 wurde zwischen Karl, dem späteren Kaiser Karl V., als Herzog von Burgund und Franz I. von Frankreich gegen den Willen Maximilians I. abgeschlossen. Er sicherte Karls Position in Burgund innen- und außenpolitisch und ermöglichte die Übernahme der Herrschaft in Spanien. Für Maximilian bedeutete er, dass er seine letzten Positionen in Italien zu räumen hatte.

## Hintergrund
Burgund war immer wieder von den Auseinandersetzungen zwischen Habsburg und Frankreich betroffen. Innerhalb des Landes gab es zudem eine profranzösische und eine proenglische Partei. Als es 1512 zu einer großen Koalition unter Einschluss Englands gegen Frankreich kam, verschärften sich die Spannungen innerhalb der Stände noch.
Aus innen- wie außenpolitischen Gründen war ein Ausgleich notwendig. Hauptexponent war Karl, der 1515 selbst die Herrschaft antrat. Dabei wurde der Kurs der Politik für den jungen Herzog vor allem von Guillaume II. de Croÿ bestimmt, der eher der französischen Partei zuneigte. Der mögliche Ausgleich stand im Gegensatz zum Willen Maximilian I., der in Norditalien mit Frankreich Krieg führte. Als Karl nach dem Tod Ferdinands II. von Aragon nach Spanien reisen musste, um das dortige Erbe anzutreten, wuchs die Notwendigkeit zur Neutralität nach außen und des Friedens nach innen weiter an. Es kam zu schwierigen Verhandlungen zwischen Burgund und Frankreich. Aus diesen ging der Vertrag von Noyon hervor. Auf französischer Seite war Artus Gouffier de Boisy einer der Verhandlungsführer.

## Inhalt
Gegenseitig erklärten Franz I. und Karl sich die Freundschaft. Allerdings war es Karl erlaubt, seinen Großvater Maximilian in Italien zu unterstützen. Der französische König seinerseits durfte Venedig weiter helfen. Weiterhin wurde eine spätere Hochzeit zwischen Karl und Louise, der einjährigen Tochter des Königs, vereinbart. Louise sollte als Mitgift die französischen Ansprüche auf das Königreich Neapel, das allerdings im Besitz der Krone Aragons war, mit in die Ehe bringen. Karl sagte die Zahlung von jährlich 100.000 Kronen bis zur Heirat und weitere 50.000 bis zur Geburt eines Kindes zu. Sollte die Ehe kinderlos bleiben, würden die Ansprüche auf Neapel wieder an Frankreich fallen. Daneben wurde ein geheimer Vertrag abgeschlossen, in dem Karl zusagte, das spanisch besetzte Königreich Navarra an Katharina von Navarra zurückzugeben. Auch sollte Karl auf die Hilfe Maximilians verzichten, sollte dieser nicht bereit sein, gegen eine Entschädigung auf den Besitz von Verona zu Gunsten Venedigs zu verzichten.

## Folgen
Maximilian sah sich vor diesem Hintergrund gezwungen, im Vertrag von Brüssel auf Verona zu verzichten. Dies war die letzte Bastion, die er in Norditalien noch hielt. Er erhielt freien Abzug seiner Truppen und einen für fünfzehn Monate geltenden Waffenstillstand. Auch der Kampf mit Venedig wurde beendet.
Nachdem sein Besitz in Burgund gesichert war, konnte Karl nach Spanien reisen und das dortige Erbe übernehmen. Eine dauerhafte Lösung des Konflikts zwischen Habsburg und den Valois bedeutete dies nicht.
Der Vertrag selbst war, was die Karl betreffenden Bestimmungen anbelangte, von vornherein kaum mehr als eine Scheinvereinbarung. Es konnte nicht ernsthaft erwartet werden, dass Karl mit einer Heirat bis zum Heranwachsen der Prinzessin warten würde, zumal er als König von Aragon ohnehin im festen Besitz von Neapel sein würde. Auch war eine Herausgabe von Navarra wenig wahrscheinlich. Mit dem Tod der Prinzessin im Jahr 1518 war die Vereinbarung endgültig hinfällig.
Nach Karls Königswahl, bei der er sich 1519 gegen Franz I. durchsetzte, begann ab 1521 erneut der Kampf zwischen beiden Häusern.